# VMOS

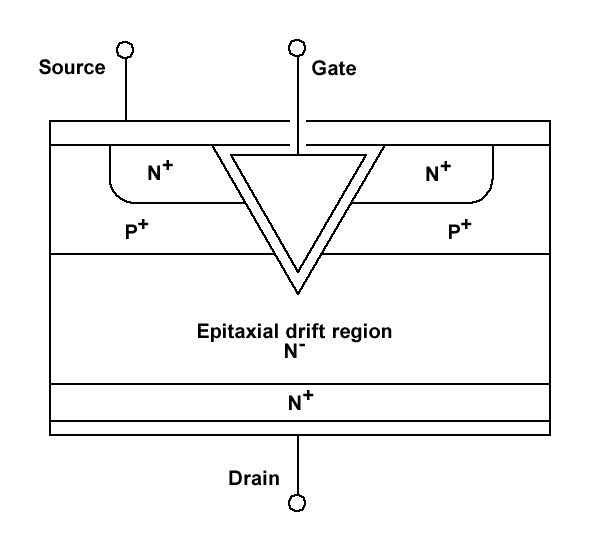
L'estructura VMOS té una ranura en V a la regió de la porta.

Un transistor VMOS (acrònim anglès de Vertical MOSFET) és un tipus de MOSFET (transistor d'efecte de camp d'òxid metàl·lic-semiconductor). VMOS també s'utilitza per descriure la forma de la ranura en V tallada verticalment al material del substrat. VMOS és un acrònim de "semiconductor d'òxid metàl·lic vertical" o "V-groove MOS".
La forma de "V" de la porta del MOSFET permet que el dispositiu proporcioni una major quantitat de corrent des de la font fins al drenatge del dispositiu. La forma de la regió d'esgotament crea un canal més ample, permetent que hi passi més corrent.
Durant el funcionament en mode de bloqueig, el camp elèctric més alt es produeix a la unió N +/p+. La presència d'una cantonada afilada a la part inferior de la ranura millora el camp elèctric a la vora del canal a la regió d'esgotament, reduint així la tensió de ruptura del dispositiu. Aquest camp elèctric llança electrons a l'òxid de la porta i, en conseqüència, els electrons atrapats canvien la tensió de llindar del MOSFET. Per aquest motiu, l'arquitectura V-groove ja no s'utilitza en dispositius comercials.
L'ús del dispositiu va ser un dispositiu de potència fins que es van introduir geometries més adequades, com l'UMOS (o Trench-Gate MOS) per tal de baixar el camp elèctric màxim a la part superior de la forma de V i així donar lloc a tensions màximes més altes que en cas de el VMOS.
El primer MOSFET (sense solc en V) va ser inventat per Mohamed Atalla i Dawon Kahng a Bell Labs el 1959. La construcció de solc en V va ser pionera per Jun-ichi Nishizawa el 1969, inicialment per al transistor d'inducció estàtica (SIT), un tipus de JFET (transistor d'efecte de camp d' unió).